# Bolo'bolo
Pour les articles homonymes, voir Bolo (homonymie) et Bolo bolo.
Bolo'bolo est un essai du Suisse alémanique P.M. traitant d'écologie politique, sous une approche assez ouverte, concrète et hors du commun[réf. nécessaire], considérée par certains[Qui ?] comme d'influence anarchiste, écrit en 1983. Bien que n'ayant bénéficié d'aucune publicité autre que le bouche-à-oreille, il a été traduit dans nombre de langues[Combien ?] et réédité plusieurs fois. 
L'auteur, dans un style ironique[Comment ?], explique comment l’espèce humaine est sous l'emprise de la gigantesque et impitoyable Machine-Travail planétaire (MTP), qui conduira l'humanité jusqu'à sa perte (cataclysme écologique), tout en se nourrissant de l'existence de ses esclaves humains. Cette machine est une parabole du système capitaliste.[réf. nécessaire]
Selon lui, le salut passe par de nouvelles formes d'organisation sociale, abandonnant le schéma classique du ménage « marié deux enfants » pour une structure en bolo, sorte de communauté autosuffisante. Un bolo est formé par environ 500 personnes au maximum et peut avoir la taille d'une grande maison, d'un village, d'un quartier. Plusieurs bolos peuvent s'associer pour établir des unités de coopération de la taille d'une commune, d'une ville ou même d'une mégalopole. Le concept de bolo rappelle celui d'écovillage[pourquoi ?].
P.M. a créé un embryon de langue construite avec l'asa'pili, qui sert à décrire ses concepts et leur rajoute une touche savoureusement utopique.

## Sila
L’argent n’existant plus, les personnes peuvent être accueillies temporairement dans n’importe quel collectif (bolo), y être nourries, soignées et hébergées. Ce principe d’hospitalité est appelé sila en la langue asa'pili. Son respect n’est pas imposé par une organisation mais par un équilibre global, où le bon accueil des voyageurs est nécessaire aux bolos à la circulation des nouvelles, des savoir-faire, des idées, et participe de leur réputation et la confiance que l’on peut leur accorder, et donc de leur capacité à nouer des relations durables avec d’autres communautés.

## Asa'pili
L'asa'pili est une langue construite par P.M. dans son essai Bolo'bolo. D'une part, P.M. explique au moyen de cette langue imaginaire ses idées avec originalité. D'autre part, dans la société qu'il propose, l'asa'pili serait une langue auxiliaire internationale neutre.
L'asa'pili se compose de quelques mots base, chacun représenté par un symbole comme suit,.
| Symbole         | Prononciation | Signification |
| --------------- | ------------- | --- |
| Symbole de ibu  | ibu           | je, tu, elle, il : individu, personne, citoyen, homme, femme, enfant, quelqu'un, personne.                          |
| Symbole de bolo | bolo          | communauté de base, tribu, commune, voisinage, quartier, communauté de rue, communauté de vallée, village.          |
| Symbole de sila | sila          | garantie de vie, hospitalité, tolérance, assistance, loi, existence.                                                |
| Symbole de taku | taku          | propriété, secret, vie privée, malle à souvenirs.                                                                   |
| Symbole de kana | kana          | gang, groupe, ménage, clan, bande, cercle d'amis, club.                                                             |
| Symbole de nima | nima          | identité culturelle, style de vie, mode de vie, culture, tradition, philosophie, religion, idéologie, personnalité. |
| Symbole de kodu | kodu          | nature, agriculture, paysage, nutrition, campagne.                                                                  |
| Symbole de yalu | yalu          | aliments, cuisine, style de cuisine, gastronomie.                                                                   |
| Symbole de sibi | sibi          | art, artisanat, architecture, industrie, production d'outils et de machines.                                        |
| Symbole de pali | pali          | énergie, production d'énergie, essence, chaleur, utilisation d'énergie.                                             |
| Symbole de sufu | sufu          | eau, conduite d'eau, fontaine.                                                                                      |
| Symbole de gano | gano          | habitation, maison, abri, construction, tente, caverne, logement.                                                   |
| Symbole de bete | bete          | santé, soins médicaux, médecine, soins du corps.                                                                    |
| Symbole de nugo | nugo          | mort, pilule de mort, suicide.                                                                                      |
| Symbole de pili | pili          | communication, langage, compréhension, transmission de connaissances, instruction, entraînement, bavardage.         |
| Symbole de kene | kene          | travail externe, travail obligatoire, travail socialement nécessaire, corvée.                                       |
| Symbole de tega | tega          | arrondissement, voisinage, quartier, village, ville, district, vallée, île.                                         |
| Symbole de dala | dala          | assemblée, conseil, comité, association, parlement, réunion, gouvernement.                                          |
| Symbole de dudi | dudi          | délégué extérieur, espion, contrôleur.                                                                              |
| Symbole de fudo | fudo          | comté, ville, commune, petite région, vallée.                                                                       |
| Symbole de sumi | sumi          | région, aire géographique, grande île, région linguistique.                                                         |
| Symbole de asa  | asa           | terre, monde, humanité.                                                                                             |
| Symbole de buni | buni          | don, signe. |
| Symbole de mafa | mafa          | aide mutuelle, réserves, provisions, ressources centrales.                                                          |
| Symbole de feno | feno          | accord de troc, contrat d'échange, collaboration, coopération.                                                      |
| Symbole de sadi | sadi          | marché, foire, centre d'échanges.                                                                                   |
| Symbole de fasi | fasi          | voyage, randonnée, transport, trafic, vie nomade, tourisme, locomotion.                                             |
| Symbole de yaka | yaka          | bataille, querelle, duel, violence, conflit, guerre, ensemble de règles.                                            |

On peut composer des mots. Par exemple:
- asa'pili signifie langue du monde.
- bolo'bolo signifie ensemble des bolos.
- fasi'ibu signifie le voyageur.
- yalu'gano signifie le restaurant.

## Éditions
- [P.M. 1986] P.M., Bolo'bolo, Editions d'en bas, 1986, 201 p. (ISBN 978-2-8290-0066-9, lire en ligne)
- Bolo'bolo, 1987, Salorino, Edizioni L'Affranchi, 1987, 192 p.
- bolo‘bolo, Editions de l’éclat, 2013 : nouvelle édition avec une préface pour les 30 ans du livre [Il existe une version lyber[6] de cette édition].